# Blended whisky

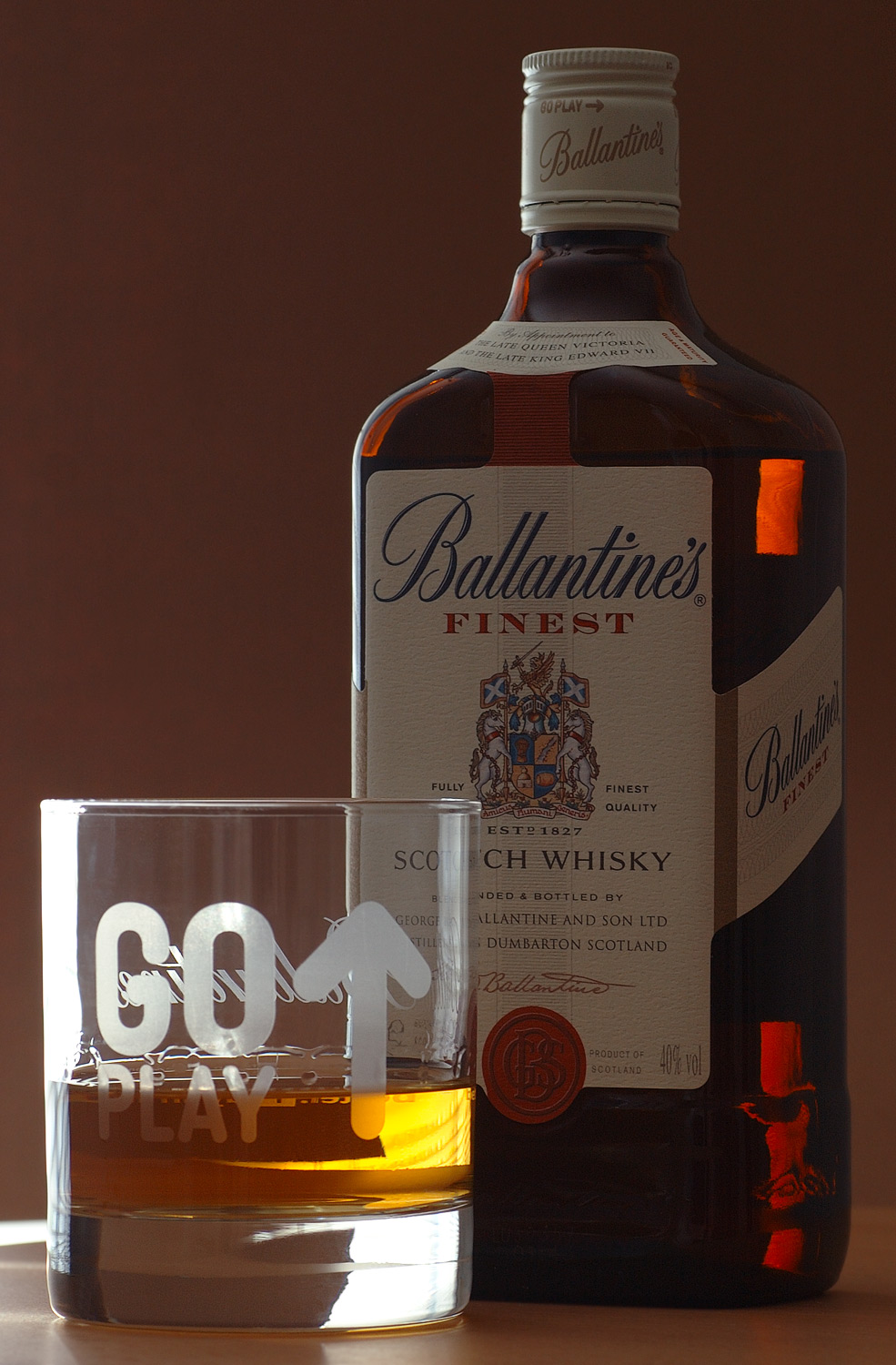
Flaska blended whisky.

Blended whisky består av maltwhisky som blandas med grainwhisky.
Vanligen används mellan 25 och 40% malt och resten grain. Normalt består blandningen av whisky från många olika destillerier.